# Chip Johannessen
Pour les articles homonymes, voir Johannessen.
Chip Johannessen est un scénariste et producteur de télévision américain.

## Biographie
George F. Johannessen a fait des études supérieures en droit à l'université Harvard et à UCLA. Il commence une carrière de scénariste à la télévision au début des années 1990 et intègre l'équipe de scénaristes de la série Beverly Hills 90210, puis devient showrunner de la série Millennium pour la 3e et dernière saison de celle-ci.
Il écrit par la suite le scénario d'un épisode de X-Files ainsi que celui du film The Crow 3: Salvation (2000), puis travaille brièvement pour plusieurs séries avant de rejoindre l'équipe de scénaristes de 24 heures chrono pour les septième et huitième saisons de cette série. 
Il devient ensuite le showrunner de la 5e saison de Dexter avant d'intégrer l'équipe de scénaristes de la série Homeland. En 2012, il remporte avec l'équipe de cette série le Primetime Emmy Award de la meilleure série télévisée dramatique.

## Filmographie

### Scénariste
- 1991 : Mariés, deux enfants (série télévisée, saison 5 épisode 25)
- 1992-1995 : Beverly Hills 90210 (série télévisée, 14 épisodes)
- 1996-1999 : Millennium (série télévisée, 13 épisodes)
- 2000 : X-Files (série télévisée, épisode Orison)
- 2000 : The Crow 3: Salvation
- 2002 : Dark Angel (série télévisée, saison 2 épisode 10)
- 2005 : Empire (mini-série)
- 2005-2006 : Surface (série télévisée, 2 épisodes)
- 2007-2008 : Moonlight (série télévisée, 2 épisodes)
- 2009-2010 : 24 heures chrono (série télévisée, 10 épisodes)
- 2010 : Dexter (série télévisée, 2 épisodes)
- 2011-2015 : Homeland (série télévisée, 17 épisodes)